# Ronald Roseman
Ronald Roseman (* 15. Mai 1933 in New York City; † 10. Februar 2000 ebenda) war ein US-amerikanischer Oboist, Musikpädagoge und Komponist.

## Leben
Roseman hatte ab dem fünften Lebensjahr Klavierunterricht und begann zehnjährig zu komponieren. Ab 1946 besuchte er die High School of Music and Art in New York, wo er den ersten Oboenunterricht bei Abe Klotzman hatte. An der New School for Social Research studierte er Komposition bei Henry Cowell und Oboe bei Lois Wann. Nach dem Abschluss ging er an die City University of New York und setzte dort seine Kompositionsausbildung bei Karl Rathaus und Elliott Carter fort, daneben nahm er privaten Unterricht bei Ben Weber. Ab 1950 trat er freiberuflich als Oboist in der New Yorker Region auf und schloss sich dem American Chamber Orchestra an.
1960 wurde er Mitglied der New Yorker Philharmoniker, die zu der Zeit von Leonard Bernstein geleitet wurden. Dem Orchester, mit dem er in den 1970er Jahren noch mehrfach als Gast in der Position des Ersten Oboisten auftrat, gehörte er bis 1961 an. 1961 wurde er Nachfolger von Jerome Roth im New York Woodwind Quintet, dem er bis zu seinem Tod angehörte. Mit dem Quintett gastierte er u. a. in England, Frankreich, Holland, Belgien, Deutschland, der Schweiz, Finnland, Spanien, Portugal, Mexiko, Venezuela, Brasilien, der Sowjetunion, Thailand, Indonesien und Japan. Zum Repertoire des Ensembles zählten Werke zeitgenössischer Komponisten wie Samuel Barber (Summer Music), Gunther Schuller, Irving Fine, Ezra Laderman, William Bergsma, Alec Wilder, William Sydeman, Alvin Etler, Meyer Kupferman, Elliott Carter und Wallingford Riegger.
Weiterhin war Roseman als Nachfolger von Robert Bloom Mitglied der 1946 von William H. Scheide gegründeten New York Bach Aria Group, die ab 1980 am Campus der Stony Brook University als Bach Aria Festival and Institute beheimatet war. Als Kammermusiker trat er auch mit dem Tokyo String Quartet, Juilliard String Quartet, Guarneri String Quartet, dem Fine Arts String Quartet und dem Composer’s String Quartet sowie dem AmericanString Trio auf und war regelmäßiger Gast der Chamber Music Society of Lincoln Center und des Ensembles für zeitgenössische Musik Speculum Musicae. Zu seinen Kammermusikpartnern zählten auch die Oboisten Melvin Kaplan und Philip West, der Klarinettist Charles Russo, die Fagottisten Morris Newman und Lester Cantor und die Hornisten Ralph Froelich und Howard Hillyer.
Bereits als Student an der CUNY in den 1960er Jahren unterrichtete Roseman Musik am Henry Street Settlement. Von 1973 bis zu seinem Tod war er Oboenlehrer an der Juilliard School. Ab 1974 unterrichtete er auch an der Yale University. Ab 1980 hatte er eine Professur an der Aaron Copland School of Music inne.
Als Komponist wurde Roseman vor allem mit Kammermusik und Solowerken für die Oboe, aber auch für Flöte, Fagott und Englischhorn bekannt, darunter ein Bläserquintett im Auftrag des National Endowment for the Arts, eine Vertonung des Psalm 22, ein Doppelquartett für Holz- und Blechbläser, eine Sonata a Quattro, ein Trio für zwei Oboen und Englischhorn, Come Chitara für Oboe und Gitarre und eine Partita für Solooboe.